# Parco Ljublino
Il parco Ljublino (in russo Парк Люблино?, Park Ljublino) è un parco pubblico situato nei quartieri di Ljublino e di Tekstil'ščiki, nel distretto sud-orientale di Mosca. La zona verde fa parte del complesso ricreativo Kuzminki-Ljublino (in russo «Кузьминки-Люблино?, Kuz'minki-Ljublino). Al proprio interno il parco ha un lago, il lago di Ljublino. All'interno del parco sono disposti gli ingressi della stazione Volžskaja.

## Storia
Le prime testimonianze del parco risalgono al XVI secolo, quando il parco apparteneva all'influente famiglia dei Gundov, e di conseguenza il parco assunse il nome di "Gundovo". Il parco cambiò più volte proprietari, passando dai Godunovy ai Prozorovskiye, da questi ai Urusovy, quindi ai  Durasovy, Pisarevy, Voyeykovy e ai Golofteyevy. Il parco è stato ceduto tra la fine del XVIII e l'inizio del XIX secolo al conte Nikolay Aleksejevich Durasov (1760 - 1818). Il celebre personaggio fece infatti qui costruire la sua abitazione e le strutture a essa legate. Dopo la Rivoluzione d'Ottobre del 1918, le proprietà del conte furono nazionalizzate e usate come scuola, casa della cultura, commissariato di polizia e, durante la Seconda guerra mondiale, come abitazione per i cittadini. Nel 1948 il complesso fu occupato dall'Istituto Idrofisico dell'URSS. Dal 1952 al 1957 l'edificio principale fu restaurato. Dopo i lavori di restauro, il complesso fu passato all'Istituto Oceanografico.
Il parco e gli edifici del conte Durasov sono parte del museo del parco di Lyublino.

## Siti presenti sul territorio

### Reggia Durasov
L'insieme degli elementi architettonici del museo Durasov sono costruiti in stile classico. L'architetto degli edifici è Ivan Vasil'yevich Yegotov. Oltre all'edificio principale del conte ci sono due case per gli inservienti, un teatro, una stalla e una serra.

### Lago di Ljublino
Il lago di Ljublino è situato al centro del parco, ha una superficie di circa 12 ettari e la sua profondità media è di 2,5 metri.